# 安格莉卡·克劳斯
安格莉卡·克劳斯（德語：Angelika Kraus，1950年5月9日—），德国女子游泳运动员。她曾代表西德参加1968年和1972年夏季奥林匹克运动会游泳比赛，其中1968年奥运会获得一枚铜牌。